# Anemia pinnata
Anemia pinnata là một loài dương xỉ trong họ Anemiaceae. Loài này được Sehnem mô tả khoa học đầu tiên năm 1974.